# Dottor Ub'x
Dottor Ub'x è un personaggio immaginario dell'Universo DC. Comparve per la prima volta nelle vesti del criminale Polestar (Stella Polare) in Green Lantern Corps n. 201 (giugno 1986), poi mascherato dai criminali Truk e Malignon, e nella sua vera forma in Green Lantern Corps n. 202.

## Biografia del personaggio

### Pre-Crisi
La vita pre-Crisi del Dottor Ub'x fu rivelata in un flashback in Green Lantern Corps 203 (agosto 1986). Ub'x nacque su H'Iven, un pianeta ubicato nel settore 1014 dell'universo. Ub'x somigliava alla combinazione antropomorfa tra uno scoiattolo di montagna ed uno scoiattolo dei boschi, ma provvisto di due denti incisivi di sei pollici. Posseduto da un'enorme intelligenza e dalla sete di potere altrettanto grande, Ub'x lasciò il suo pianeta e mise su una potente forza armata chiamata "Crabster Army". Sotto la direzione di Ub'x, quest'armata conquistò la maggior parte dei pianeti del settore 1014 e sconfisse la creatura simile ad una volpe, che era la Lanterna Verde di quel settore. Volgendo la sua attenzione al suo pianeta natale, Ub'x sconfisse facilmente i pacifici abitanti del pianeta H'Iven e condannò il capo della resistenza, Ch'p, a morte.
Ch'p fu visitato in cella da uno dei Guardiani dell'Universo, che offrì all'eroico H'Iveniano un anello del potere. Utilizzando l'anello, Ch'p divenne la nuova Lanterna Verde del settore 1014 e spazzò via le forze di Ub'x fuori dal pianeta. Sconfitto, ma non pentito, Ub'x cominciò una campagna per sconfiggere il suo avversario, ingaggiando numerose battaglie contro la Lanterna Verde per testare le abilità di Ch'p, e per scoprirne l'identità segreta.
Utilizzando questa informazione, Ub'x rapì la fidanzata di Ch'p e minacciò di farla mangiare dai terribili Orsi Borgul a meno che la Lanterna Verde non avesse abbandonato il suo anello. Ch'p si abbandonò alla richiesta, ma non prima di aver comandato al suo anello di catturare Ub'x in un gigantesco schiaccianoci all'ultimo momento. Sconfitto ancora una volta, il Dottor Ub'x si ritirò nella sua fortezza impenetrabile per preparare un nuovo piano.
Utilizzando la sua potente intelligenza, Ub'x creò un dispositivo fatto su misura per contrastare il potere dell'anello di Lanterna Verde. Chiamando il dispositivo "Sucker Stick" ("stecca del babbeo"), Ub'x completò il suo lavoro non appena la Crisi sulle Terre infinite colpì il suo mondo. Capendo che la linea temporale stava per essere ri-scritta, Ub'x utilizzò il potere della Sucker Stick per mantenersi al di fuori della storia. La bacchetta trasformò il suo corpo in pura energia.

### Post-Crisi
Ub'x seguì il suo nemico, Ch'p, sulla Terra. Riuscì a convertire l'energia del suo corpo in copie di altri super criminali, e ingaggiò una battaglia contro il Corpo delle Lanterne Verdi. Dopo aver sconfitto le Lanterne Verdi, riuscì a riconvertire il suo corpo nella sua forma originale e si preparò per uccidere Ch'p. Prima di farlo, realizzò improvvisamente che Ch'p era l'unico che aveva una connessione con il suo passato. Incapace di uccidere la Lanterna Verde, Ub'x perse quasi il controllo della sua bacchetta e fu quasi cancellato dalla storia, ma intervenne Ch'p a prevenire la sua scomparsa. I due crearono una piccola tregua e infine divennero amici.
Ub'x si ritirò in Africa dove cominciò degli esperimenti al fine di creare delle creature simili agli H'Iveniani. Accompagnando Ch'p in una missione nel futuro, Ub'x scoprì che l'esperimento ebbe successo, e decise di rimanere nel LVIII secolo al fine di aiutare la nuova specie che aveva creato (Green Lantern Corps n. 215, agosto 1987). Con la conseguente revisione della linea temporale DC, non è chiaro se Ub'x o questo futuro alternativo esistono ancora.

## Altri media
Ub'x fu chiamato così in onore al famoso animatore della Walt Disney Ub Iwerks.